# 7624 Глюк
7624 Глюк або 7624 Ґлюк (7624 Gluck) — астероїд головного поясу, відкритий 25 березня 1971 року.
Тіссеранів параметр щодо Юпітера — 3,207.